# Adolfo Vilafranca Florit
Adolfo Vilafranca Florit   (Ciutadella de Menorca, 22 de maig de 1978) és economista i polític menorquí, president del Consell Insular de Menorca.

## Formació i activitat professional
És llicenciat en Administració i Direcció d'empreses, i té un màster universitari en fiscalitat pel CEU San Pablo. Ha dedicat la seva activitat professional a la consultoria i a la direcció de recursos humans.

## Trajectòria política
Fill d'Adolfo Vilafranca Bosch, diputat al Congrés dels Diputats durant les legislatures compreses entre 1989 i 1996, es va iniciar a la política com a Director Insular de Serveis Generals del Consell Insular de Menorca, durant el Govern de Santiago Tadeo de 2011 a 2015.
Fou membre de la candidatura del Partit Popular a les eleccions al Consell Insular de Menorca de 2019, encapçalada per Misericòrdia Sugrañes, restant com a Conseller a l'oposició.
A les eleccions al Consell Insular de Menorca de 2023 fou cap de llista pel Partit Popular, essent la llista més votada i obtenint 6 Consellers. Com a resultat de l'acord amb la formació política VOX, en la sessió constitutiva del Consell Insular de Menorca de dia 8 de juliol de 2023 va ser escollit president del Consell Insular de Menorca en primera votació.